# Lluís Reñé i Padrisa
Lluís Reñé i Padrisa   (Barcelona, 18 de setembre de 1889 - Barcelona, 2 de juliol de 1963), també esmentat com Lluís Renyé, fou el primer porter que es consolidà com a titular indiscutible en la història barcelonista i posteriorment un destacat dibuixant.

## Trajectòria
En els seus inicis fou jugador d'Ibèric, FC Català, RCD Espanyol i FC Espanya (com a defensa). Jugà com a blaugrana entre 1911 i 1914, malgrat que l'última temporada, Lluís Bru el desbancà de la titularitat. Passà a la història per la seva alineació indeguda en la Copa d'Espanya del 1911: el Barcelona derrotà la Gimnástica de Madrid per 4 a 0 i la final prevista seria enfront l'Athletic Club. Mentre l'equip blaugrana denuncià que els bascs jugaven amb cinc anglesos professionals, l'equip bilbaí denuncià la presència en la porteria de Renyé, que havia jugat amb el FC Espanya feia menys d'un mes i la reglamentació de l'època no permetia que pogués jugar en dos equips diferents en un espai tan curt de temps. Davant aquesta denúncia, l'equip blaugrana decidí abandonar el trofeu i fou rebut en la ciutat comtal com si hagués estat el legítim campió.
Renyé jugà un total de 71 partits com a porter blaugrana i en aquest període. També destacà com atleta, essent campió de Catalunya en llançament de disc el 1912. També fou vocal de la junta del FC Barcelona (1920-21) presidida per Gaspar Rosés.
Format a la Llotja de Barcelona, fou un destacat dibuixant dedicat a les vistes urbanes de la Barcelona vella fetes a la canya.

## Palmarès
FC Barcelona
- Copa espanyola:
  - 1911-12, 1912-13
- Campionat de Catalunya de futbol:
  - 1910-11, 1912-13
- Copa dels Pirineus:
  - 1911, 1912, 1913